# Condis
Condis (nombre comercial de Condis Supermercats, S.A.) es una cadena de supermercados española, fundada en 1961 en Cataluña por los hermanos Condal-Escudé. Actualmente cuentan con supermercados en la comunidad autónoma de Cataluña y en Andorra.Anteriormente llegaron a tener presencia en Madrid, Castilla y León (provincias de Ávila y Segovia), Castilla-La Mancha (Guadalajara, Cuenca y Toledo) y Aragón.

## Historia
Condis se fundó en 1961, cuando los hermanos Condal-Escudé (Ramón, Xavier y Antoni) inician la actividad comercial de la compañía con un puesto en el Mercado de la Merced de Barcelona. En 1980 se inaugurará el primer supermercado en Barcelona con el nombre de Condal Aliment. Más tarde, para 1992, se cambiaría el nombre por el actual y en 1998 comenzaría la distribución de productos de marcas propias.
Al igual que muchos otros supermercados, Condis comenzó a vender a través de su tienda en línea en el año 2000 tras una inversión en la línea de 2 000 millones de pesetas (12 millones de euros). El primer año le reportó 455 millones de pesetas en facturación (2,73 millones de euros).
En 2021, el fondo Portobello se hizo con una participación minoritaria de la marca valorando la compañía familiar en unos 250 millones de euros. Además, la marca vendió 30 de sus establecimientos en la comunidad de Madrid al Grupo Uvesco (BM Supermercados) y Eco Mora (La Despensa). Ambos movimientos se engloban dentro de la estrategia comercial actual de la marca para centrar sus esfuerzos en afianzar su presencia en su comunidad de origen.
Los resultados de 2021 y 2022 resultaron en caídas de la facturación de 8,68 % en 2021 sobre 2020 y del 5,5 % en 2022 sobre 2021, unas bajadas parcialmente explicada por la vuelta a la normalidad tras la Pandemia de COVID-19 en España que benefició el negocio de los supermercados.
El 1 de marzo de 2022 se publicó en el Boletín Oficial del Registro Mercantil la revocación como presidente de Josep Condal y el nombramiento a su vez de José Manuel Romero Romagosa ocurrida el 21 de febrero. Una noticia que se esperaba desde el final del año anterior, cuando la familia Condal vendió todo su accionariado en la empresa.
En junio de 2024 compra Roges Supermercats, una cadena de supermercados de la comarca catalana de Bages con 24 establecimientos que operaban como licenciatarias de SPAR. Esta adquisición sumó los establecimientos a Condis, que los absorbería paulatinamente, mientras tanto operaran bajo la marca «Condis by Roges».
Actualmente cuenta con cerca de 680 establecimientos y una plantilla de unas 6.500 personas, así como una facturación cercana a los 800 millones de euros.

### Facturación desde 2020
Gráfica de la facturación en millones de euros de Condis:
| Gráfica de evolución de Condis entre 2020 y 2024 |
|                                                  |
| Facturación en millones de euros.                |

## Líneas de negocio
Las líneas de negocio actuales de Condis se dividen en:
| - Condis - CondisLife Tu Súper - Condis Exprés | - Condis Shop - CondisLine - Condis Family |

El servicio de atención al cliente (SCC en terminología interna de la compañía), como modelo interno de soporte y comunicación operativa, es palanca clave desde 1996 del éxito de la marca.

### Franquicias
La línea de franquiciados de Condis es un activo muy importante para la marca. Tal es así, que de los 617 establecimientos con los que cuenta la marca en 2021, 165 son propios y 452 son franquiciados, suponiendo un 73,25 % del total de tiendas.
En noviembre de 2021, parte de la línea de franquiciados de Condis le supuso una multa de 729.370 euros a la compañía debido a la inspección de trabajo de la generalidad de Cataluña a ocho empresas franquiciadas de la marca que descubrió irregularidades en la contratación, competencia desleal, fraude de contratación y otros incumplimientos de la normativa laboral. Condis alegó que ya habían advertido a los franquiciados de esas irregularidades para su subsanación.
En marzo de 2024 los Mozos de Escuadra desmantelaron una red mafiosa de ciudadanos de Pakistán que utilizaban establecimientos de Condis Exprés, tiendas de proximidad conocidas popularmente como pakis (contracción de «pakistanís», adjetivo de las tiendas en referencia al origen de los dueños o trabajadores de las mismas), que eran utilizadas por la red para ventas de productos ilegales, tráfico de seres humanos (en su vertiente de explotación laboral), siendo un delito contra los derechos de los ciudadanos extranjeros y contra los derechos de los trabajadores, falsificación documental y blanqueo de capitales, todo ello englobado en una demanda de organización criminal a los seis detenidos que operaban las tiendas en la comarca del Maresme.